# José Manuel Castañón

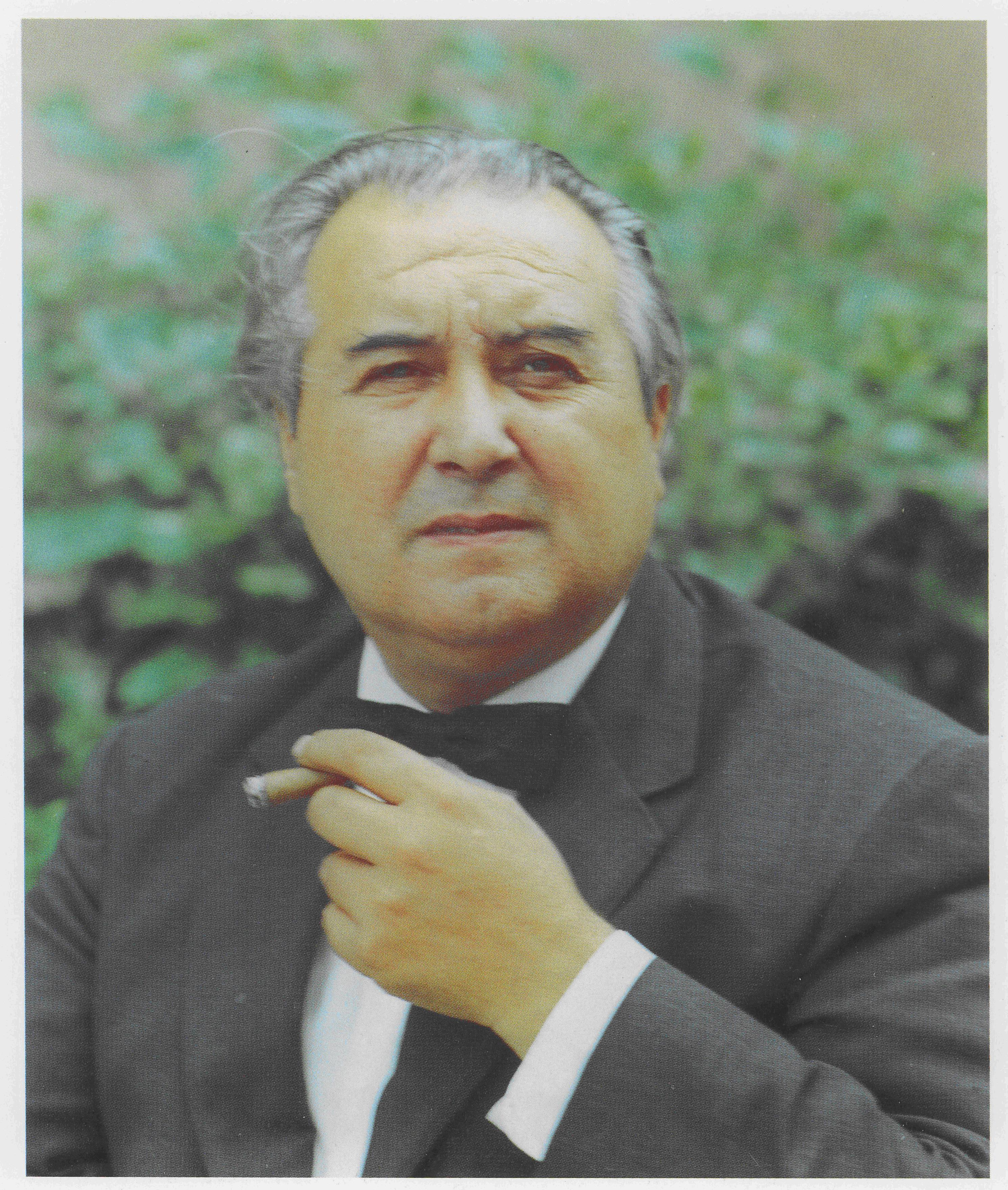
José Manuel Castañón

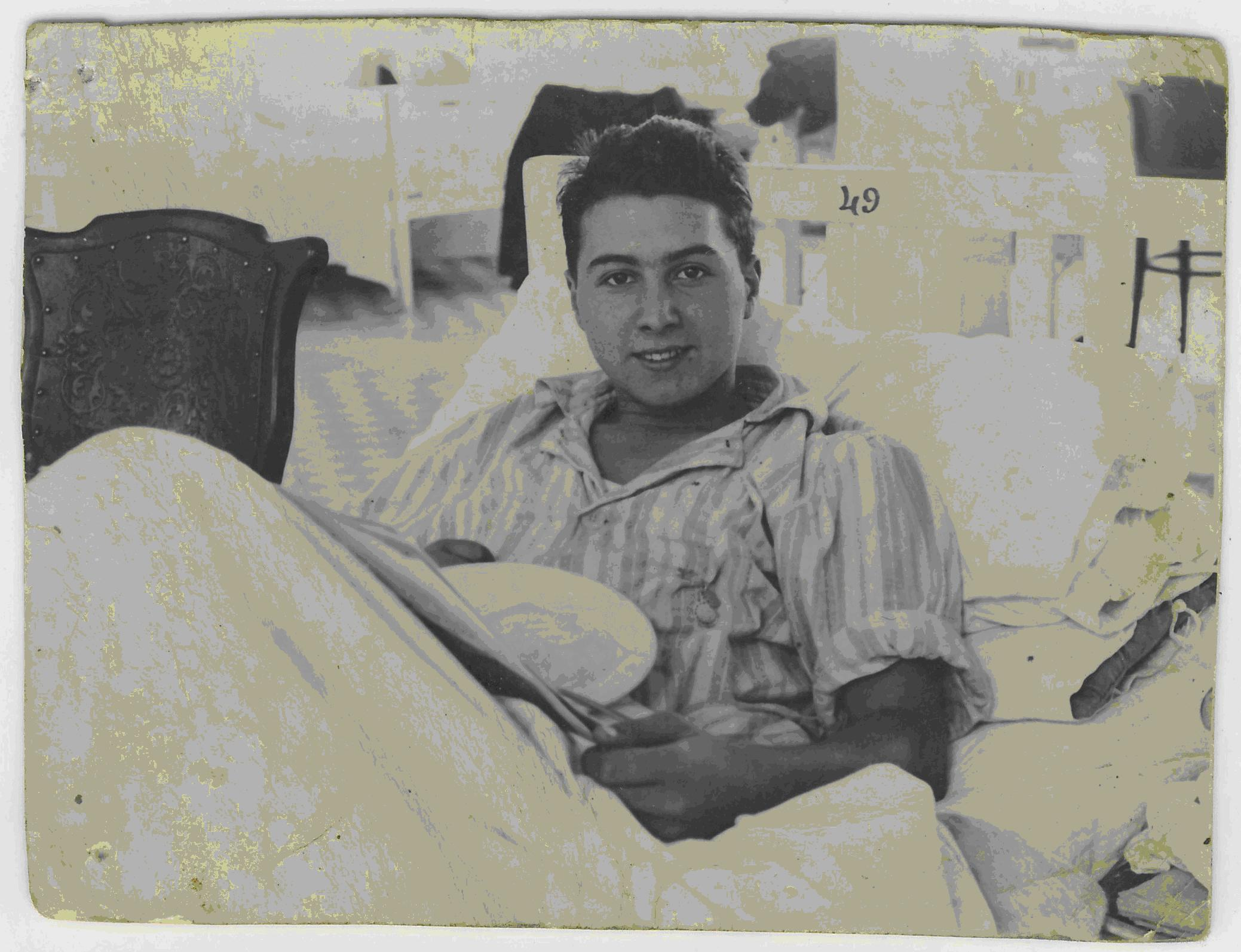
Castañón mit Kriegsverwundung

José Manuel Castañón (* 10. Februar 1920 in Pola de Lena, Asturien; † 6. Juni 2001 in Madrid) war ein spanischer Schriftsteller. Obwohl er im Spanischen Bürgerkrieg auf der Seite General Francisco Francos kämpfte, war er sehr bald vom Regime Francos enttäuscht, und ging 1958 ins Exil nach Venezuela. Sein bekanntester Roman, Moletu-Voleva (veröffentlicht in Madrid 1956), ist eine Geschichte über die verrückte Sinneslust an Geld und fand bei der Kritik und dem Publikum besonderen Anklang.

## Leben
José Manuel Castañón war das dritte von sieben Kindern des Rechtsanwalts Guillermo Castañón und seiner Frau Berta de la Peña. Sein Vater war ein sehr intellektueller und gebildeter Mensch, der seinem Sohn die Liebe zur Literatur und zu den Büchern vermittelte. Er verbrachte seine Kindheit bei seinen Eltern. Das Lesen machte ihm Spaß, als kleine Junge vertiefte er sich in literarische Bücher in der Bibliothek seines Vaters und in einem sehr jungen Alter war ihm schon klar, dass er ein Schriftsteller werden wollte.
Beim Ausbruch des Spanischen Bürgerkriegs verließ er heimlich sein Elternhaus um sich in einem Infanteriebataillon einzutragen. Im 1937, mit 17 Jahren, wurde er im Kampf um Oviedo schwer am Arm verletzt und verlor das Gefühl für seine rechte Hand. Trotzdem meldete er sich wieder an die Front und wurde zum Leutnant befördert. 1941 wurde er als Einjährigen-Freiwilliger in der Blauen Division rekrutiert.
Nach seiner Rückkehr heiratete er seine Cousine Nieves Escalada, mit der er fünf Kinder hatte. Er graduierte in Rechtswissenschaften an der Universität von Oviedo und arbeitete einschließlich als Rechtsanwalt in Einzelpraxis für einige Jahre in Oviedo.
Bald fing er an, seine Abneigung gegen die Franco-Diktatur auszudrücken. Wegen der unfairen Behandlung der besiegten Republikaner und der diskriminierenden Gerichtsverfahren weigerte sich Castañón, an Francos Regime teilzuhaben. Er protestierte öffentlich gegen die Diktatur und verlangte eine gerechte Behandlung der Familien der Republikaner, die im Krieg getötet wurden, und der kriegsverletzten oder untergetauchten Republikaner. Infolge seiner oppositionellen Haltung wurde er 1953 inhaftiert. Beeinflusst von der Persönlichkeit eines Mithäftlings, schrieb er im Gefängnis seinen ersten Roman, Moletu-Voleva, der 1956 in Madrid trotz Zensur veröffentlicht wurde. Im Jahr 1957 erschien sein nächster Roman Bezana Roja. Zu dieser Zeit hatte er schon den Entschluss gefasst, ins Exil zu gehen. Im Jahr 1958 schlug er ein Angebot, als Infanteriekapitän tätig zu werden, aus und bat stattdessen die spanische Regierung, eine Rente an einen kriegsverletzten Republikaner des spanischen Bürgerkrieges zu zahlen. 
Daraufhin floh er nach Frankreich. Von dort siedelte er nach Venezuela über, wo er politisches Asyl bekam. Seine Frau und die fünf Kinder folgten ihm zwei Jahre später. In Venezuela arbeitete er als freier Schriftsteller und lebte nun ausschließlich von seiner literarischen Tätigkeit. Dort wurden auch die meisten seiner Werke veröffentlicht. 1987 wurde Castañón mit dem Orden Andrés Bello der Republik Venezuela ausgezeichnet, in Anerkennung der Verdienste um die Verbreitung spanischer Literatur und Kultur. 
Jose Manuel Castañón liebte die Poesie, so konnte er eine außerordentliche Anzahl von Gedichten auswendig rezitieren und gerne vor Publikum vortragen. Er schrieb ein Buch über den peruanischen Dichter César Vallejo („Pasión por Vallejo“). 1983 wurde er zum Ehrenbürger von Santiago de Chuco, dem Geburtsort Vallejos, ernannt.
Während seiner Dienstzeit in der Blauen Division hatte Castañón ein Tagebuch geschrieben, das 1991 unter dem Titel „Diario de una Aventura“ veröffentlicht wurde. Er schrieb außerdem Bücher über seine politische Ideologie und seinen inneren Kampf vor dem Bruch mit dem Franco-Regime, dem er zuvor aus Überzeugung diente. 1977, als in Spanien bereits die Spuren der Diktatur verschwunden waren, kehrte er nach Madrid zurück. Dort verstarb er am 6. Juni 2001.

## Werk
- Moletu-Voleva (1956)
- Bezana Roja (1957)
- Andrés cuenta su Historia (1962)
- Encuentro con Venezuela (1962)
- Confesiones de un vivir absurdo (1959)
- Una Balandra encalla en tierra firme (1958)
- Cuba, hablo contigo (1989)
- Cuba, sigo hablando contigo (1993)
- Pasión por Vallejo (1963)
- Entre dos orillas (1975)
- Me confieso bolivarianamente (1982)
- Cuentos vividos (1976)
- Diario de una aventura (1991)
- En mi sentir revuelto (1992)
- Mi Padre y Ramón Gomez de la Serna